# The Virgins (álbum)
The Virgins es el primer álbum de larga duración de The Virgins. Fue publicado el 3 de junio de 2008. Muchas canciones en el álbum eran originalmente de su EP The Virgins '07. "Private Affair" fue escogido como el primer sencillo para este álbum. La canción "Hey Hey Girl" fue usada en el tráiler para la película Miss March y la canción "Rich Girls" fue usada en la película 17 Again y en el tráiler para She's Out of My League.

## Lista de canciones
Todas las canciones fueron escritas por The Virgins.
| N.º   | Título | Duración |  |
| 34:11 |        |          |  |

- Datos: Q2046927